# Dominique Lavanant
Dominique Lavanant (* 24. Mai 1944 in Morlaix) ist eine französische Schauspielerin.

## Leben
Nach einem Studium der östlichen Sprachen und Kultur absolvierte Dominique Lavanant eine Schauspielausbildung und trat mit Erfolg auf der Bühne auf. Im französischen Kino ist sie zwar in erster Linie durch komödiantische Rollen bekannt geworden, konnte ihr Repertoire aber auch auf Rollen in realitätsnahen Filmen erweitern. Ab den 1990er Jahren verlagerte sich ihre Tätigkeit mehr auf das Fernsehen. Zu ihren bekanntesten Auftritten zählen eine Touristin in der Komödie Die Strandflitzer (1978), die Verführerin von Claude Brasseur in La Boum – Die Fete (1980) sowie eine der Freundinnen der Hauptfigur in der Krimikomödie Paulette (2012).

## Filmografie (Auswahl)
Darstellerin
- 1974: Der Haarschnitt (La coupe à dix francs)
- 1976: Marie-poupée
- 1977: Die kleinen Pariserinnen (Diabolo menthe)
- 1978: Die Strandflitzer (Les bronzés)
- 1978: Nimm’s leicht Mama (Vas y maman)
- 1979: Ich liebe dich – I Love You – Je t’aime (A Little Romance)
- 1979: Sonne, Sex und Schneegestöber (Les bronzés font du ski)
- 1980: Inspektor Loulou – Die Knallschote vom Dienst (Inspecteur la Bavure)
- 1980: La Boum – Die Fete (La boum)
- 1980: Der Regenschirmmörder (Le coup du parapluie)
- 1981: Les hommes préfèrent les grosses
- 1982: Begegnung in Biarritz (Hôtel des Amériques)
- 1983: Papy fait de la Résistance
- 1984: Auf der Spur des Leoparden (Le léoparde)
- 1985: Billy-Ze-Kick
- 1985: Mit Eskorte zum Altar (Le mariage du siècle)
- 1985: Rendez-Vous
- 1985: Drei Männer und ein Baby (Trois hommes et un couffin)
- 1986: Ich hasse Schauspieler! (Je hais les acteurs)
- 1986: Der Debütant (Le débutant)
- 1986: Kamikaze – TV-Tod live (Kamikaze)
- 1986: Mord an einem regnerischen Sonntag (Mort un dimanche de pluie)
- 1987: Agent Trouble – Mord aus Versehen (Agent trouble)
- 1987: Die Beduinen von Paris (L’œil au beurre noir)
- 1987: Schütze deine Rechte (Soigne ta droite)
- 1988: Einige Tage mit mir (Quelques jours avec moi)
- 1990: Hand aufs Herz (La fracture du myocarde)
- 1993: Der Schatten des Zweifels (L’ombre du doute)
- 1994: Das Monster (Il mostro)
- 1996: Désiré
- 2012: Paulette
- 2014: Der kleine Nick macht Ferien (Les vacances du petit Nicolas)

Drehbuch
- 2006: Les bronzés 3 – Amis pour la vie